# Juan Alfredo Biaggi Lama
Juan Alfredo Biaggi Lama (Barahona, 26 de septiembre de 1951-Santo Domingo, 18 de junio de 2023) fue un abogado, académico y escritor dominicano, que ejerció el cargo de juez del Tribunal Superior Electoral de la República Dominicana.

## Biografía
Juan Alfredo Biaggi nació el 26 de septiembre de 1951 en la ciudad de Barahona, República Dominicana. El 19 de noviembre de 1974, obtuvo el título de abogado en la Escuela de Derecho en la Universidad Nacional Pedro Henríquez Ureña.
Más tarde realizó estudios de posgrado sobre Derecho Constitucional en la Universidad de Salamanca, España; Derecho Constitucional en la Universidad de Castilla-La Mancha y la Pontificia Universidad Católica Madre y Maestra; así como Derecho Mercantil, en la Escuela de la Judicatura del Poder Judicial de España; Maestría en Derecho de Autor y Propiedad Industrial de la Universidad de los Andes, Venezuela, y doctorado en Derecho Constitucional.
En el plano laboral, desempeñó funciones en empresas como Falconbridge Dominicana, C. por A. (1974 a 1978) y en la telefónica CODETEL (1979-1987), abocándose a cuestiones vinculadas al derecho mercantil y laboral.
Se destacó además como guía y operador de turismo, siendo miembro y vicepresidente de la Cámara de Turismo de la República Dominicana. Fue también presidente de la Confederación Latinoamericana de prensa turística durante los periodos 1988-1990 y 1990-1992, mientras desarrollaba tareas como editor de turismo del periódico Hoy.
Ejerció además como juez titular del Tribunal Superior Electoral. Entre 1998 y 2021, ofició como juez primer sustituto de presidente de la Cámara Civil, Comercial y de Trabajo de la Corte de Apelación del Departamento Judicial de San Cristóbal. Desde febrero del 2018, fue decano de la Facultad de Ciencias Jurídicas y Políticas en la UNPHU, reintegrándose como docente en la asignatura Derecho Comercial y Societario. Fue profesor en la Escuela Nacional de la Judicatura, de la cual fue miembro fundador, como también de la Escuela de Formación Electoral, Escuela del Ministerio Público y de la Universidad Autónoma de Santo Domingo, entre otras.
Autor de más de cincuenta obras, se destacan: «Manual de Derecho Procesal Laboral Dominicano»; «El Proceso de Reestructuración y Liquidación Comercial de las Personas Físicas y Jurídicas en la República Dominicana»; «Manual de Derecho Comercial Dominicano»; «Manual de Derecho Procesal Laboral», «Los Regímenes Matrimoniales en el Ordenamiento Jurídico Dominicano» 2.ª edición; «Manual de Derecho Societario Dominicano»; la serie «Un Siglo de Jurisprudencia Dominicana 1909-2009»; Conjunto de 17 volúmenes del pensamiento jurídico de la Corte de Casación Dominicana desde 1908 hasta el 2009; y los «Suplementos Jurisprudenciales», como así también una extensa variedad de artículos escritos para distintos medios gráficos.

## Muerte
El 18 de junio de 2023, Juan Alfredo Biaggi falleció de un infarto en su residencia de Santo Domingo, a los 71 años.